# Argyrolepidia salomonis
Argyrolepidia salomonis är en fjärilsart som beskrevs av Rothschild 1899. Argyrolepidia salomonis ingår i släktet Argyrolepidia och familjen nattflyn. Inga underarter finns listade i Catalogue of Life.